# Növénycsaládok listája
A fejlődéstörténeti osztályozás szerint virágos növények (Spermatophyta) növénycsoportba tartozó, ma is élő növénycsaládok listája, különvéve a hagyományos rendszertanban  nyitvatermők és zárvatermők törzsébe tartozó családokat.
A zárvatermő növények családjainak listája az APG III-rendszer szerint érvényes családokat tartalmazza (413 db).
A táblázatokban alfabetikus sorrendben latin név szerint vannak felsorolva a családok.
A táblázatok végén a régebben elfogadott, de újabb vizsgálatok szerint más család részévé vált családok vannak, megjegyzésben a jelenlegi helyzettel (jelenleg nem teljes).
| Család neve latinul | Család neve magyarul | Megjegyzés                          |
| ------------------- | -------------------- | ----------------------------------- |
| Araucariaceae       | araukáriafélék       |                                     |
| Cupressaceae        | ciprusfélék          |                                     |
| Cycadaceae          | cikászfélék          |                                     |
| Ephedraceae         | csikófarkfélék       |                                     |
| Ginkgoaceae         | páfrányfenyőfélék    |                                     |
| Gnetaceae           | gnétum               |                                     |
| Pinaceae            | fenyőfélék           |                                     |
| Podocarpaceae       | kőtiszafafélék       |                                     |
| Sciadopityaceae     | ernyőfenyőfélék      |                                     |
| Taxaceae            | tiszafafélék         |                                     |
| Welwitschiaceae     | velvícsiafélék       |                                     |
| Zamiaceae           | bunkóspálmafélék     |                                     |
| Stangeriaceae       |                      |                                     |
| Cephalotaxaceae     | áltiszafafélék       | a tiszafafélék családjába került át |
| Taxodiaceae         | mocsárciprusfélék    | a ciprusfélék családjába került át  |

| Család neve latinul | Család neve magyarul  | Megjegyzés                                 |
| ------------------- | --------------------- | ------------------------------------------ |
| Acanthaceae         | medvekörömfélék       |                                            |
| Achariaceae         |                       |                                            |
| Achatocarpaceae     |                       |                                            |
| Acoraceae           | kálmosfélék           |                                            |
| Actinidiaceae       | küllőfolyondárfélék   |                                            |
| Adoxaceae           | pézsmaboglárfélék     |                                            |
| Aextoxicaceae       |                       |                                            |
| Aizoaceae           | kristályvirágfélék    |                                            |
| Akaniaceae          |                       |                                            |
| Alismataceae        | hídőrfélék            |                                            |
| Alseuosmiaceae      |                       |                                            |
| Alstroemeriaceae    |                       |                                            |
| Altingiaceae        |                       |                                            |
| Alzateaceae         |                       |                                            |
| Amaranthaceae       | disznóparéjfélék      |                                            |
| Amaryllidaceae      | amarilliszfélék       |                                            |
| Amborellaceae       |                       |                                            |
| Anacampserotaceae   |                       |                                            |
| Anacardiaceae       | szömörcefélék         |                                            |
| Anarthriaceae       |                       |                                            |
| Ancistrocladaceae   |                       |                                            |
| Anisophylleaceae    |                       |                                            |
| Annonaceae          | annónafélék           |                                            |
| Aphanopetalaceae    |                       |                                            |
| Aphloiaceae         |                       |                                            |
| Apiaceae            | zellerfélék           |                                            |
| Apocynaceae         | meténgfélék           |                                            |
| Apodanthaceae       |                       |                                            |
| Aponogetonaceae     | vízikalászfélék       |                                            |
| Aquifoliaceae       | magyalfélék           |                                            |
| Araceae             | kontyvirágfélék       |                                            |
| Araliaceae          | aráliafélék           |                                            |
| Arecaceae           | pálmafélék            |                                            |
| Argophyllaceae      |                       |                                            |
| Aristolochiaceae    | farkasalmafélék       |                                            |
| Asparagaceae        | spárgafélék           |                                            |
| Asteliaceae         |                       |                                            |
| Asteraceae          | őszirózsafélék        | a legnépesebb család kb. 22 750 fajjal.    |
| Asteropeiaceae      |                       |                                            |
| Atherospermataceae  |                       |                                            |
| Austrobaileyaceae   |                       |                                            |
| Balanopaceae        |                       |                                            |
| Balanophoraceae     |                       |                                            |
| Balsaminaceae       | nebáncsvirágfélék     |                                            |
| Barbeuiaceae        |                       |                                            |
| Barbeyaceae         |                       |                                            |
| Basellaceae         |                       |                                            |
| Bataceae            |                       |                                            |
| Begoniaceae         | begóniafélék          |                                            |
| Berberidaceae       | borbolyafélék         |                                            |
| Berberidopsidaceae  |                       |                                            |
| Betulaceae          | nyírfafélék           |                                            |
| Biebersteiniaceae   |                       |                                            |
| Bignoniaceae        | szivarfafélék         |                                            |
| Bixaceae            |                       |                                            |
| Blandfordiaceae     |                       |                                            |
| Bonnetiaceae        |                       |                                            |
| Boraginaceae        | borágófélék           |                                            |
| Boryaceae           |                       |                                            |
| Brassicaceae        | káposztafélék         |                                            |
| Bromeliaceae        | broméliafélék         |                                            |
| Brunelliaceae       |                       |                                            |
| Bruniaceae          |                       |                                            |
| Burmanniaceae       | burmaniafélék         |                                            |
| Burseraceae         | balzsamfafélék        |                                            |
| Butomaceae          | virágkákafélék        |                                            |
| Buxaceae            | puszpángfélék         |                                            |
| Byblidaceae         |                       |                                            |
| Cabombaceae         | tündérhínárfélék      |                                            |
| Cactaceae           | kaktuszfélék          |                                            |
| Calceolariaceae     |                       |                                            |
| Calophyllaceae      |                       |                                            |
| Calycanthaceae      | fűszercserjefélék     |                                            |
| Calyceraceae        |                       |                                            |
| Campanulaceae       | harangvirágfélék      |                                            |
| Campynemataceae     |                       |                                            |
| Canellaceae         |                       |                                            |
| Cannabaceae         | kenderfélék           |                                            |
| Cannaceae           | kannafélék            |                                            |
| Capparaceae         | kaprifélék            |                                            |
| Caprifoliaceae      | loncfélék             |                                            |
| Cardiopteridaceae   |                       |                                            |
| Caricaceae          | dinnyefafélék         |                                            |
| Carlemanniaceae     |                       |                                            |
| Caryocaraceae       |                       |                                            |
| Caryophyllaceae     | szegfűfélék           |                                            |
| Casuarinaceae       | kazuárfafélék         |                                            |
| Celastraceae        | kecskerágófélék       |                                            |
| Centrolepidaceae    |                       |                                            |
| Centroplacaceae     |                       |                                            |
| Cephalotaceae       | ausztrálkancsó-félék  |                                            |
| Ceratophyllaceae    | tócsagazfélék         |                                            |
| Cercidiphyllaceae   | kacurafafélék         |                                            |
| Chloranthaceae      |                       |                                            |
| Chrysobalanaceae    |                       |                                            |
| Circaeasteraceae    |                       |                                            |
| Cistaceae           | szuharfélék           |                                            |
| Cleomaceae          |                       |                                            |
| Clethraceae         | gyöngyvirágfafélék    |                                            |
| Clusiaceae          |                       |                                            |
| Colchicaceae        | kikericsfélék         |                                            |
| Columelliaceae      |                       |                                            |
| Combretaceae        | nyálkafafélék         |                                            |
| Commelinaceae       | kommelinafélék        |                                            |
| Connaraceae         |                       |                                            |
| Convolvulaceae      | szulákfélék           |                                            |
| Coriariaceae        |                       |                                            |
| Cornaceae           | somfélék              |                                            |
| Corsiaceae          |                       |                                            |
| Corynocarpaceae     |                       |                                            |
| Costaceae           |                       |                                            |
| Crassulaceae        | varjúhájfélék         |                                            |
| Crossosomataceae    |                       |                                            |
| Crypteroniaceae     |                       |                                            |
| Ctenolophonaceae    |                       |                                            |
| Cucurbitaceae       | tökfélék              |                                            |
| Cunoniaceae         | csónakfafélék         |                                            |
| Curtisiaceae        |                       |                                            |
| Cyclanthaceae       | villáspálmafélék      |                                            |
| Cymodoceaceae       |                       |                                            |
| Cynomoriaceae       |                       |                                            |
| Cyperaceae          | palkafélék            |                                            |
| Cyrillaceae         |                       |                                            |
| Cytinaceae          |                       |                                            |
| Daphniphyllaceae    |                       |                                            |
| Dasypogonaceae      |                       |                                            |
| Datiscaceae         | sáfránylenfélék       |                                            |
| Degeneriaceae       | degeneriafélék        |                                            |
| Diapensiaceae       |                       |                                            |
| Dichapetalaceae     |                       |                                            |
| Didiereaceae        |                       |                                            |
| Dilleniaceae        | dilléniafélék         |                                            |
| Dioncophyllaceae    |                       |                                            |
| Dioscoreaceae       | jamszgyökérfélék      |                                            |
| Dipentodontaceae    |                       |                                            |
| Dipterocarpaceae    |                       |                                            |
| Dirachmaceae        |                       |                                            |
| Doryanthaceae       |                       |                                            |
| Droseraceae         | harmatfűfélék         |                                            |
| Drosophyllaceae     |                       |                                            |
| Ebenaceae           | ébenfafélék           |                                            |
| Ecdeiocoleaceae     |                       |                                            |
| Elaeagnaceae        | ezüstfafélék          |                                            |
| Elaeocarpaceae      |                       |                                            |
| Elatinaceae         |                       |                                            |
| Emblingiaceae       |                       |                                            |
| Ericaceae           | hangafélék            |                                            |
| Eriocaulaceae       | gombosvirágfélék      |                                            |
| Erythroxylaceae     |                       |                                            |
| Escalloniaceae      |                       |                                            |
| Eucommiaceae        |                       |                                            |
| Euphorbiaceae       | kutyatejfélék         |                                            |
| Euphroniaceae       |                       |                                            |
| Eupomatiaceae       |                       |                                            |
| Eupteleaceae        |                       |                                            |
| Fabaceae            | pillangósvirágúak     | a 3. legnépesebb család kb. 19 400 fajjal. |
| Fagaceae            | bükkfafélék           |                                            |
| Flagellariaceae     |                       |                                            |
| Fouquieriaceae      |                       |                                            |
| Frankeniaceae       |                       |                                            |
| Garryaceae          |                       |                                            |
| Geissolomataceae    |                       |                                            |
| Gelsemiaceae        |                       |                                            |
| Gentianaceae        | tárnicsfélék          |                                            |
| Geraniaceae         | gólyaorrfélék         |                                            |
| Gerrardinaceae      |                       |                                            |
| Gesneriaceae        |                       |                                            |
| Gisekiaceae         |                       |                                            |
| Gomortegaceae       |                       |                                            |
| Goodeniaceae        |                       |                                            |
| Goupiaceae          |                       |                                            |
| Griseliniaceae      |                       |                                            |
| Grossulariaceae     | ribiszkefélék         |                                            |
| Grubbiaceae         |                       |                                            |
| Guamatelaceae       |                       |                                            |
| Gunneraceae         | óriáslapufélék        |                                            |
| Gyrostemonaceae     |                       |                                            |
| Haemodoraceae       |                       |                                            |
| Halophytaceae       |                       |                                            |
| Haloragaceae        | tengerifürtfélék      |                                            |
| Hamamelidaceae      | csodamogyoró-félék    |                                            |
| Hanguanaceae        |                       |                                            |
| Haptanthaceae       |                       |                                            |
| Heliconiaceae       |                       |                                            |
| Helwingiaceae       |                       |                                            |
| Hernandiaceae       |                       |                                            |
| Himantandraceae     |                       |                                            |
| Huaceae             |                       |                                            |
| Humiriaceae         |                       |                                            |
| Hydatellaceae       |                       |                                            |
| Hydnoraceae         |                       |                                            |
| Hydrangeaceae       | hortenziafélék        |                                            |
| Hydrocharitaceae    | békatutajfélék        |                                            |
| Hydroleaceae        |                       |                                            |
| Hydrostachyaceae    |                       |                                            |
| Hypericaceae        | orbáncfűfélék         |                                            |
| Hypoxidaceae        |                       |                                            |
| Icacinaceae         |                       |                                            |
| Iridaceae           | nősziromfélék         |                                            |
| Irvingiaceae        |                       |                                            |
| Iteaceae            |                       |                                            |
| Ixioliriaceae       |                       |                                            |
| Ixonanthaceae       |                       |                                            |
| Joinvilleaceae      |                       |                                            |
| Juglandaceae        | diófafélék            |                                            |
| Juncaceae           | szittyófélék          |                                            |
| Juncaginaceae       | kígyófűfélék          |                                            |
| Kirkiaceae          |                       |                                            |
| Koeberliniaceae     |                       |                                            |
| Krameriaceae        |                       |                                            |
| Lacistemataceae     |                       |                                            |
| Lactoridaceae       |                       |                                            |
| Lamiaceae           | árvacsalánfélék       |                                            |
| Lanariaceae         |                       |                                            |
| Lardizabalaceae     | kékhüvelyfélék        |                                            |
| Lauraceae           | babérfélék            |                                            |
| Lecythidaceae       | fazékfafélék          |                                            |
| Lentibulariaceae    | rencefélék            |                                            |
| Lepidobotryaceae    |                       |                                            |
| Liliaceae           | liliomfélék           |                                            |
| Limeaceae           |                       |                                            |
| Limnanthaceae       | tajtékvirágfélék      |                                            |
| Linaceae            | lenfélék              |                                            |
| Linderniaceae       | iszapfűfélék          |                                            |
| Loasaceae           | csalánszulákfélék     |                                            |
| Loganiaceae         | sztrichninfafélék     |                                            |
| Lophiocarpaceae     |                       |                                            |
| Lophopyxidaceae     |                       |                                            |
| Loranthaceae        | fakínfélék            |                                            |
| Lowiaceae           |                       |                                            |
| Lythraceae          | füzényfélék           |                                            |
| Magnoliaceae        | liliomfafélék         |                                            |
| Malpighiaceae       | Malpighicserjefélék   |                                            |
| Malvaceae           | mályvafélék           |                                            |
| Marantaceae         | nyílgyökérfélék       |                                            |
| Marcgraviaceae      |                       |                                            |
| Martyniaceae        |                       |                                            |
| Mayacaceae          |                       |                                            |
| Melanthiaceae       | zászpafélék           |                                            |
| Melastomataceae     | díszlevélfafélék      |                                            |
| Meliaceae           |                       |                                            |
| Melianthaceae       |                       |                                            |
| Menispermaceae      |                       |                                            |
| Menyanthaceae       | vidrafűfélék          |                                            |
| Metteniusaceae      |                       |                                            |
| Misodendraceae      |                       |                                            |
| Mitrastemonaceae    |                       |                                            |
| Molluginaceae       |                       |                                            |
| Monimiaceae         |                       |                                            |
| Montiaceae          |                       |                                            |
| Montiniaceae        |                       |                                            |
| Moraceae            | eperfafélék           |                                            |
| Moringaceae         |                       |                                            |
| Muntingiaceae       |                       |                                            |
| Musaceae            | banánfélék            |                                            |
| Myodocarpaceae      |                       |                                            |
| Myricaceae          | viaszbokorfélék       |                                            |
| Myristicaceae       | muskátdiófélék        |                                            |
| Myrothamnaceae      |                       |                                            |
| Myrtaceae           | mirtuszfélék          |                                            |
| Nartheciaceae       |                       |                                            |
| Nelumbonaceae       | lótuszfélék           |                                            |
| Nepenthaceae        |                       |                                            |
| Neuradaceae         |                       |                                            |
| Nitrariaceae        |                       |                                            |
| Nothofagaceae       | délibükkfélék         |                                            |
| Nyctaginaceae       | csodatölcsérfélék     |                                            |
| Nymphaeaceae        | tündérrózsafélék      |                                            |
| Ochnaceae           |                       |                                            |
| Olacaceae           | olakszfélék           |                                            |
| Oleaceae            | olajfafélék           |                                            |
| Onagraceae          | ligetszépefélék       |                                            |
| Oncothecaceae       |                       |                                            |
| Opiliaceae          |                       |                                            |
| Orchidaceae         | kosborfélék           | a 2. legnépesebb család kb. 21 950 fajjal. |
| Orobanchaceae       | vajvirágfélék         |                                            |
| Oxalidaceae         | madársóskafélék       |                                            |
| Paeoniaceae         | bazsarózsafélék       |                                            |
| Pandaceae           |                       |                                            |
| Pandanaceae         | csavarpálmafélék      |                                            |
| Papaveraceae        | mákfélék              |                                            |
| Paracryphiaceae     |                       |                                            |
| Passifloraceae      | golgotavirág-félék    |                                            |
| Paulowniaceae       |                       |                                            |
| Pedaliaceae         |                       |                                            |
| Penaeaceae          |                       |                                            |
| Pennantiaceae       |                       |                                            |
| Pentadiplandraceae  |                       |                                            |
| Pentaphragmataceae  |                       |                                            |
| Pentaphylacaceae    |                       |                                            |
| Penthoraceae        |                       |                                            |
| Peridiscaceae       |                       |                                            |
| Petermanniaceae     |                       |                                            |
| Petrosaviaceae      |                       |                                            |
| Phellinaceae        |                       |                                            |
| Philesiaceae        |                       |                                            |
| Philydraceae        |                       |                                            |
| Phrymaceae          |                       |                                            |
| Phyllanthaceae      |                       |                                            |
| Phyllonomaceae      |                       |                                            |
| Physenaceae         |                       |                                            |
| Phytolaccaceae      | alkörmösfélék         |                                            |
| Picramniaceae       |                       |                                            |
| Picrodendraceae     |                       |                                            |
| Piperaceae          | borsfélék             |                                            |
| Pittosporaceae      | enyvesmagfélék        |                                            |
| Plantaginaceae      | útifűfélék            |                                            |
| Platanaceae         | platánfélék           |                                            |
| Plocospermataceae   |                       |                                            |
| Plumbaginaceae      | ólomgyökérfélék       |                                            |
| Poaceae             | perjefélék            |                                            |
| Podostemaceae       | örvényvirágfélék      |                                            |
| Polemoniaceae       | csatavirágfélék       |                                            |
| Polygalaceae        | pacsirtafűfélék       |                                            |
| Polygonaceae        | keserűfűfélék         |                                            |
| Pontederiaceae      | vízijácintfélék       |                                            |
| Portulacaceae       | porcsinfélék          |                                            |
| Posidoniaceae       |                       |                                            |
| Potamogetonaceae    | békaszőlőfélék        |                                            |
| Primulaceae         | kankalinfélék         |                                            |
| Proteaceae          | próteafélék           |                                            |
| Putranjivaceae      |                       |                                            |
| Quillajaceae        |                       |                                            |
| Rafflesiaceae       |                       |                                            |
| Ranunculaceae       | boglárkafélék         |                                            |
| Rapateaceae         |                       |                                            |
| Resedaceae          | rezedafélék           |                                            |
| Restionaceae        | szittyópázsitfű-félék |                                            |
| Rhabdodendraceae    |                       |                                            |
| Rhamnaceae          | bengefélék            |                                            |
| Rhizophoraceae      |                       |                                            |
| Ripogonaceae        |                       |                                            |
| Roridulaceae        |                       |                                            |
| Rosaceae            | rózsafélék            |                                            |
| Rousseaceae         |                       |                                            |
| Rubiaceae           | buzérfélék            |                                            |
| Ruppiaceae          |                       |                                            |
| Rutaceae            | rutafélék             |                                            |
| Sabiaceae           |                       |                                            |
| Salicaceae          | fűzfafélék            |                                            |
| Salvadoraceae       |                       |                                            |
| Santalaceae         | szantálfafélék        |                                            |
| Sapindaceae         | szappanfafélék        |                                            |
| Sapotaceae          | vajfafélék            |                                            |
| Sarcobataceae       |                       |                                            |
| Sarcolaenaceae      |                       |                                            |
| Sarraceniaceae      | kürtvirágfélék        |                                            |
| Saururaceae         |                       |                                            |
| Saxifragaceae       | kőtörőfűfélék         |                                            |
| Scheuchzeriaceae    | álszittyófélék        |                                            |
| Schisandraceae      |                       |                                            |
| Schlegeliaceae      |                       |                                            |
| Schoepfiaceae       |                       |                                            |
| Scrophulariaceae    | görvélyfűfélék        |                                            |
| Setchellanthaceae   |                       |                                            |
| Simaroubaceae       | bálványfafélék        |                                            |
| Simmondsiaceae      |                       |                                            |
| Siparunaceae        |                       |                                            |
| Sladeniaceae        |                       |                                            |
| Smilacaceae         | szárcsafűfélék        |                                            |
| Solanaceae          | burgonyafélék         |                                            |
| Sphaerosepalaceae   |                       |                                            |
| Sphenocleaceae      |                       |                                            |
| Stachyuraceae       |                       |                                            |
| Staphyleaceae       |                       |                                            |
| Stegnospermataceae  |                       |                                            |
| Stemonaceae         |                       |                                            |
| Stemonuraceae       |                       |                                            |
| Stilbaceae          |                       |                                            |
| Strasburgeriaceae   |                       |                                            |
| Strelitziaceae      | papagájvirág-félék    |                                            |
| Stylidiaceae        |                       |                                            |
| Styracaceae         |                       |                                            |
| Surianaceae         |                       |                                            |
| Symplocaceae        |                       |                                            |
| Talinaceae          |                       |                                            |
| Tamaricaceae        | tamariskafélék        |                                            |
| Tapisciaceae        |                       |                                            |
| Tecophilaeaceae     |                       |                                            |
| Tetracarpaeaceae    |                       |                                            |
| Tetrachondraceae    |                       |                                            |
| Tetramelaceae       |                       |                                            |
| Tetrameristaceae    |                       |                                            |
| Theaceae            | teafélék              |                                            |
| Thomandersiaceae    |                       |                                            |
| Thurniaceae         |                       |                                            |
| Thymelaeaceae       | boroszlánfélék        |                                            |
| Ticodendraceae      |                       |                                            |
| Tofieldiaceae       |                       |                                            |
| Torricelliaceae     |                       |                                            |
| Tovariaceae         |                       |                                            |
| Trigoniaceae        |                       |                                            |
| Trimeniaceae        |                       |                                            |
| Triuridaceae        |                       |                                            |
| Trochodendraceae    |                       |                                            |
| Tropaeolaceae       | sarkantyúkafélék      |                                            |
| Typhaceae           | gyékényfélék          |                                            |
| Ulmaceae            | szilfafélék           |                                            |
| Urticaceae          | csalánfélék           |                                            |
| Vahliaceae          |                       |                                            |
| Velloziaceae        | vellóziafélék         |                                            |
| Verbenaceae         | vasfűfélék            |                                            |
| Violaceae           | ibolyafélék           |                                            |
| Vitaceae            | szőlőfélék            |                                            |
| Vivianiaceae        |                       |                                            |
| Vochysiaceae        |                       |                                            |
| Winteraceae         |                       |                                            |
| Xanthorrhoeaceae    | fűfafélék             |                                            |
| Xeronemataceae      |                       |                                            |
| Xyridaceae          | virágsásfélék         |                                            |
| Zingiberaceae       | gyömbérfélék          |                                            |
| Zosteraceae         | tengerifűfélék        |                                            |
| Zygophyllaceae      | királydinnyefélék     |                                            |